# Трамвай Киев — Бровары
Система бензотрамвая Киев — Бровары — трамвайная система, работавшая в 1913—1941 годах на бензомоторной тяге. Трамваи двигались по колее шириной 1524 мм. Маршрут имел номер 23 и соединял центр Киева (Почтовая площадь) с городом Бровары. Линию обслуживало Слободское бензотрамвайное депо, открытое в 1911 году. 10 июня 1920 года маршрут сокращён из-за разрушения Цепного моста до Никольской Слободки. В 1925 году планировалось восстановить движение до Почтовой площади, так как открыт новый мост имени Евгении Бош. Но началась электрификация линии бензотрамвая от Почтовой площади до Никольской Слободки и далее до Дарницы, маршрут решили не восстанавливать. 7 ноября 1934 года маршруты киевского бензотрамвая полностью электрифицированы, но линия Киев — Бровары продолжала работать до 1941 года. С началом второй мировой войны линия закрыта, разрушено Слободское бензотрамвайное депо. После войны бензотрамвай решили не восстанавливать.

## Депо
- Слободское бензотрамвайное депо

## Подвижной состав
- 39 вагонов